# تپه درازه چاری
تپه درازه چاری در شهرستان دورود، بخش مرکزی، روستای خسروآباد واقع شده و این اثر در تاریخ ۲۴ اسفند ۱۳۸۳ با شمارهٔ ثبت ۱۱۷۲۴ به‌عنوان یکی از آثار ملی ایران به ثبت رسیده است.